# Аноплий самарский
Аноплий самарский (лат. Anoplius samariensis) — вид дорожных ос (Pompilidae). Редкий вид, включённый в Красные книги Молдавии, Украины, Чувашии.

## Распространение
Палеарктика. От Европы и Северной Африки до Дальнего Востока.

## Описание
Крупные дорожные осы. Длина тела у самок 13—25 мм, у самцов — 9—18 мм. Голова и грудь чёрного цвета. Брюшко чёрное со светлыми перевязями красного или желтоватого цвета. Наличник спереди с вырезкой. Крылья блестящие и сильно затемнённые.
Роют норки в почве глубиной до 11 см. Самки ловят и парализуют жалом пауков, в том числе, крупных тарантулов и других пауков из сем. Lycosidae, Heteropodidae, Pisauridae, Gnaphosidae. Личинки эктопаразитоиды пауков. Взрослые осы питаются нектаром цветов. Лёт с июля по середину сентября.
В яде ос обнаружено вещество аноплин, антимикробный пептид, состоящий из 10 аминокислот (Gly-Leu-Leu-Lys-Arg-Ile-Lys-Thr-Leu-Leu-NH2). Среди основных компонентов яда с помощью микро-жидкостной хроматографии, электрораспылительной ионизационной масс-спектрометрии и спектроскопии ядерного магнитного резонанса были обнаружены гамма-аминомасляная кислота и глутаминовая кислота.